# 18101 Coustenis
18101 Coustenis è un asteroide della fascia principale. Scoperto nel 2000, presenta un'orbita caratterizzata da un semiasse maggiore pari a 2,2842915 UA e da un'eccentricità di 0,1915170, inclinata di 5,09652° rispetto all'eclittica.